# Saray (ort)
Saray (azerbajdzjanska: Saray, tidigare ryska: Сарай: Saraj) är en ort i Azerbajdzjan.   Den ligger i distriktet Apsjeron, i den östra delen av landet, 23 km nordväst om huvudstaden Baku. Saray ligger 42 meter över havet och antalet invånare är 10 173.
Terrängen runt Saray är platt, och sluttar norrut. Runt Saray är det tätbefolkat, med 762 invånare per kvadratkilometer.. Närmaste större samhälle är Sumqayıt, 7,5 km nordväst om Saray. 
Omgivningarna runt Saray är i huvudsak ett öppet busklandskap.